# Maesa grandiflora
Maesa grandiflora är en viveväxtart som beskrevs av Carl Christian Mez. Maesa grandiflora ingår i släktet Maesa och familjen viveväxter. Inga underarter finns listade i Catalogue of Life.